# Gabriel Paternain
Gabriel Pedro Paternain (Uruguay, 1964) es un matemático uruguayo que actualmente se desempeña como profesor en la Universidad de Cambridge.
Se licenció en matemáticas en 1987 en la Universidad de la República y en 1991 obtuvo su Phd en matemáticas en la Universidad de Stony Brook; ha sido profesor en varios cursos de pregrado y postgrado llegando a ganar popularidad por la calidad de sus clases (de estilo entretenido e informal), tal mérito ha sido reconocido por la misma Universidad de Cambridge.
También fue director editorial de la revista "Mathematical Proceedings of the Cambridge Philosophical Society" que edita la misma Universidad de Cambridge durante el periodo 2006-2011.
En su rol de investigador destaca su trabajo sobre aspectos dinámicos y geométricos de los sistemas hamiltonianos, en particular sobre fluidos magnéticos y geodésicos.
Su trabajo reciente se focaliza en problemas de geometría inversiva, su trabajo en conjunto con el de Mikko Salo y Gunther Uhlmann llevó a encontrar soluciones a diversos problemas de geometría inversiva en dos dimensiones.